# Reserva natural del humedal de Lashihai
La Reserva natural (provincial) del humedal de (la meseta de) Lashihai se encuentra en la vertiente meridional de la Montaña Nevada del Dragón de Jade, a 10 km de la Ciudad vieja de Lijiang, en la provincia de Yunnan, en China. Además de ser un refugio para las aves migratorias, el lago Lashi (o Lashihai) es también uno de los orígenes de la Antigua Ruta del Té y los Caballos.

## Lago Lashihai
El lago, a 2437 m de altitud, formado en el Plioceno, tiene unos 53,3 km² y fue establecido como reserva natural en 1998. En 2004 se añadió a la lista de sitios Ramsar una zona de 35,6 km² que cubría parte del lago y los humedales asociados a dos zonas pantanosas adyacentes.

#### Fauna y flora
El lago Lashi es un hábitat importante para 57 especies de aves migratorias, entre ellas la grulla cuellinegra, el cisne cantor y la cigüeña negra. Un estudio realizado en 2001 mostró la existencia de 25 especies de peces pertenecientes a 21 géneros, 10 familias y 5 órdenes.De las 25 especies, 18 son indígenas. En esta área se encontró por primera vez Triplophysa venusta. La fauna se compone principalmente de especies introducidas. Hay 47 especies de plantas acuáticas en el lago, entre ellas, el lirio de agua.

## Sitio Ramsar del humedal de Lashihai
En 2004 se crea el sitio Ramsar del humedal de Lashihai, con el número 1437 (26°53′N 100°08′E) y una extensión de 35,6 km². El lago Lashihai y las praderas pantanosas asociadas a dos lagos cercanos oscilan entre los 2440 y los 3100 m de altitud, en la cabecera del río Yangtsé, en las montañas Hengduan. Entre las aves que se encuentran aquí figuran el ibis de Davison y el porrón de Bear. Esta zona es una importante paso para las migraciones que acoge y permite la cría de unas 76 especies de gansos y patos, y la visita de unas 100.000 aves acuáticas cada año. El lago desemboca en el río Jinsha, mantiene el control hídrico de la zona y suministra agua a la ciudad de Lijiang. En la reserva está prohibida la pesca y la caza.